# Francisco Javier Rodríguez Vera
Francisco Javier Rodríguez Vera (Hellín, 9 d'abril de 1788 – Múrcia, 1 de gener de 1863) va ser un militar i polític espanyol, ministre durant la minoria d'edat d'Isabel II d'Espanya.

## Biografia
Fou un militar liberal, tinent coronel del Regiment d'Infanteria d'Amèrica. Fou elegit diputat per la província d'Albacete a les Corts de 1834, 1836, 1837, 1839 i 1841. Entre novembre de 1836 i febrer de 1837 fou ministre de la Guerra en el govern de José María Calatrava. Després va ser senador per Albacete en 1843.